# Modulus (chi ốc biển)
Modulus là một chi ốc biển nhỏ, marine động vật chân bụng động vật thân mềm trong họ Modulidae.

## Các loài
Các loài trong chi Modulus gồm có:
- Modulus ambiguus Dautzenberg, 1910
- Modulus bayeri Petuch, 2001
- Modulus bermontianus Petuch, 1994
- Modulus calusa Petuch, 1988
- Modulus carchedonius (Lamarck, 1822)
- Modulus guernei Dautzenberg, 1900
- Modulus kaicherae Petuch, 1987
- Modulus lindae Petuch, 1987
- Modulus modulus (Linnaeus, 1758) - loài điển hình, được gọi là the "button snail"
- Modulus nodosus Macsotay & Campos, 2001
- Modulus pacei Petuch, 1987
- Modulus tectum (Gmelin, 1791)
- Modulus turbinoides (Locard, 1897)